# アンブレイカブル (アルバム)
『アンブレイカブル』（Unbreakable）は、アメリカのポップス・グループ、バックストリート・ボーイズの6枚目のオリジナルアルバム。2007年10月発売。

## 解説
前作『ネヴァー・ゴーン』から約2年4ヶ月ぶりとなるアルバム。2007年10月24日に日本で先行発売され、次いで10月27日にオーストラリアで発売。10月29日にイギリスとノルウェーで発売され、アメリカでは10月30日に発売された。
先行シングルは同年8月（アメリカ）に発売された「インコンソーラブル」。こちらもシングルとしては『ネヴァー・ゴーン』に収録された「クロウリング・バック・トゥ・ユー」以来の作品であった。
収録曲は先行シングルの他計14曲に加え、共通で1曲のボーナス・トラックを収録。その他、日本国内盤のみ更に2曲ボーナス・トラックが収録されている。ウォルマート限定盤のみに収録されたものも含めた計3曲のボーナス・トラックは、すべてiTunes Storeにて販売されている。また、2008年には来日記念としてさらに3曲を追加した「ツアーエディション盤」が販売されている。
日本のオリコンアルバムチャートでは、発売第1週目としては各国唯一のチャート1位を獲得。『グレイテスト・ヒッツ・チャプター・ワン』以来6年ぶり通算2作目の同チャート首位となった。また、本作はグループ初の同チャート2週連続首位も記録した。

## 収録曲
1. イントロ（Intro）
2. エヴリシング・バット・マイン（Everything But Mine）
3. インコンソーラブル（Inconsolable）
4. サムシング・ザット・アイ・オールレディ・ノウ（Something that I Already Know）
5. ヘルプレス・ホエン・シー・スマイルズ（Helpless When She Smiles）
6. エニイ・アザー・ウェイ（Any Other Way）
7. ワン・イン・ア・ミリオン（One in a Million）
8. パニック（Panic）
9. ユー・キャン・レット・ゴー（You Can Let Go）
10. トラブル・イズ（Trouble Is）
11. トリート・ミー・ライト（Treat Me Right）
12. ラヴ・ウィル・キープ・ユー・アップ・オール・ナイト（Love Will Keep You Up All Night）
13. アンミステイカブル（Unmistakable）
14. アンサスペクティング・サンデイ・アフタヌーン（Unsuspecting Sunday Afternoon）
15. ダウンポア（Downpour）
16. イン・ピーシーズ（In Pieces）※日本盤及びiTunes Stoneのみ
17. ノーウェア・トゥ・ゴー（Nowhere to Go）※日本版及びiTunes Storeのみ
18. ゼアーズ・アス（There's Us）※ウォルマート限定販売盤及びオーストラリア版及びiTunes Storeのみ

### ツアー・エディション盤 ボーナス・トラック
1. インコンソーラブル [ジェイソン・ネーヴィンズ・リミックス]（Inconsolable [Jason Nevins Remix] ）
2. ヘルプレス・ホエン・シー・スマイルズ [ジェイソン・ネーヴィンズ・レディオ・リミックス]（Helpless When She Smiles [Jason Nevins Radio Remix] ）
3. サテライト (Satellite)